# شارل پاکوم
شارل پاکوم (انگلیسی: Charles Pacôme; ۵ نوامبر ۱۹۰۲ – ۱ اکتبر ۱۹۷۸) کشتی‌گیر اهل فرانسه بود.